# داگلاس استینلند
داگلاس استینلند (انگلیسی: Douglas Steenland) (زاده ۱۹۵۲) کارآفرین، وکیل و مدیر ارشد اجرایی آمریکایی است، که اکنون به‌عنوان رئیس هیئت مدیره گروه بین‌المللی آمریکایی فعالیت می‌کند.